# Jüdischer Friedhof (Gilserberg)
Der Jüdische Friedhof Gilserberg ist ein Friedhof in der Gemeinde Gilserberg im Schwalm-Eder-Kreis in Hessen.
Auf dem 767 m² großen jüdischen Friedhof, der etwa einen Kilometer westsüdwestlich des Ortes nördlich der B 3 liegt, sind 15 Grabsteine vorhanden.

## Geschichte
Die Toten der jüdischen Gemeinde Gilserberg wurden zunächst auf dem Friedhof von Gemünden (Wohra) beigesetzt. Beisetzungen auf einem eigenen jüdischen Friedhof in Gilserberg fanden erst um 1924/25 statt. Bis 1928 wurden dort zwölf Verstorbene bestattet.